# Kordyliera Czarna

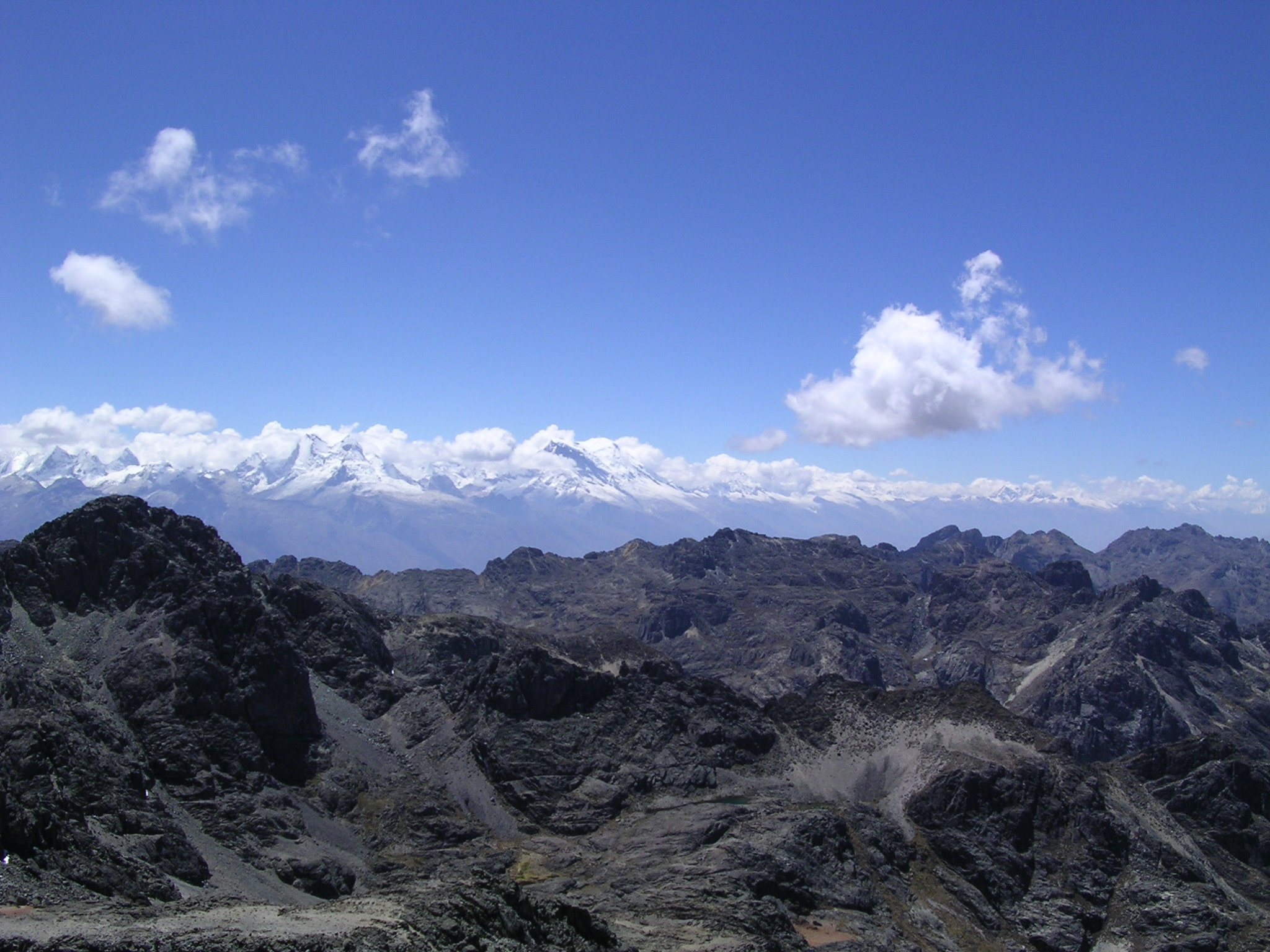
Kordyliera Czarna, z tyłu Kordyliera Biała

Kordyliera Czarna (hiszp.: Cordillera Negra) – pasmo górskie w Peru, w Andach Północnych (Kordyliera Zachodnia). Rozciąga się na długości ok. 180 km, równolegle do Kordyliery Białej, od której oddziela ją dolina rzeki Santa. Najwyższy szczyt, Conocrangra, osiąga wysokość 5181 m n.p.m. Pasmo zbudowane z mezo-kenozoicznych skał intruzywnych (na zachodzie) i neogenicznych skał efuzywnych (na wschodzie). Nazwa gór pochodzi od ciemnego koloru skał wulkanicznych, z których są zbudowane, ale także od tego, że w przeciwieństwie do Kordyliery Białej nie posiadają stałej pokrywy śnieżnej.